# Карабай-Шемурша
Караба́й-Шемурша́ (чув. Карапай Шӑмӑршӑ) — деревня в Шемуршинском районе Чувашской Республики России. Административный центр Карабай-Шемуршинского сельского поселения.

## География
Деревня находится в юго-восточной части Чувашии, в пределах Чувашского плато, в зоне хвойно-широколиственных лесов, на берегах реки Карла, при автодороге А151, на расстоянии примерно 7 км (по прямой) к северу от Шемурши, административного центра района. Абсолютная высота — 143 м над уровнем моря.
Климат
Климат характеризуется как умеренно континентальный, с умеренно холодной снежной зимой и тёплым летом. Среднегодовая температура воздуха — 3,1 °С. Средняя температура воздуха самого тёплого месяца (июля) — 18,7 °C (абсолютный максимум — 37 °C); самого холодного (января) — −12,3 °C (абсолютный минимум — −42 °C). Среднегодовое количество атмосферных осадков составляет 530 мм.
Часовой пояс
Деревня Карабай-Шемурша, как и вся Чувашия, находится в часовой зоне МСК (московское время). Смещение применяемого времени относительно UTC составляет +3:00.

## Население
| 2010 | 2012  |
| ---- | ----- |
| 1090 | ↗1187 |

Половой состав
По данным Всероссийской переписи населения 2010 года, в гендерной структуре населения мужчины составляли 49,4 %, женщины — соответственно 50,6 %.
Национальный состав
Согласно результатам переписи 2002 года, в национальной структуре населения чуваши составляли 98 % из 1068 чел.

## Улицы
| - ул. Воргаш, - ул. Калинина, - ул. Карла Маркса, - ул. Ленина, | - ул. Молодёжная, - ул. Московская, - ул. Новая, - ул. Победы, | - ул. Полевая, - ул. Речная, - ул. Советская, - ул. Школьная. |